# Olof Westring
Kjell Olof Westring, född 29 april 1973 är en svensk balettdansör, premiärdansare vid Kungliga Operan.
Han är gift med balettdansösen Jenny Westring och de har fyra barn.

## Roller
- Kolaren i Nötknäpparen
- Romeo i Romeo och Julia
- Bronsguden i La Bayadère